# Angel from Hell
Angel from Hell – amerykański sitcom z elementami fantasy wyprodukowany przez CBS Television Studios. Twórcą serialu jest Tad Quill. Premierowy odcinek serialu został przesunięty z 5 listopada 2015 roku na 7 stycznia 2016 roku przez CBS.
9 lutego 2016 roku stacja CBS ogłosiła anulowanie serialu po 5 odcinkach z powodu niskiej oglądalności.

## Fabuła
Serial opowiada o życiu Allison, w którym nagle pojawia się jej anioł stróż, Amy. Dziewczyna nie wie czy jej nowa przyjaciółka jest prawdziwa czy też wariatką.

## Obsada

### Główna
- Jane Lynch jako Amy[5]
- Maggie Lawson jako Allison Fuller[6]
- Kyle Bornheimer jako Brad Fuller, brat Allison[7]
- Kevin Pollak jako Marv Fuller[7]

## Odcinki
| # | Tytuł            | Reżyseria    | Scenariusz                   | Premiera (CBS)   |
| - | ---------------- | ------------ | ---------------------------- | ---------------- |
| 1 | Pilot            | Don Scardino | Tad Quill                    | 7 stycznia 2016  |
| 2 | Face Your Fears  | Clark Mathis | Jim Brandon, Brian Singleton | 14 stycznia 2016 |
| 3 | Go With Your Gut | Don Scardino | Chris Harris                 | 21 stycznia 2016 |
| 4 | Family Business  | Craig Zisk   | Austin Earl                  | 28 stycznia 2016 |
| 5 | Soulmates        | Don Scardino | Chadd Gindin                 | 4 lutego 2016    |
| 6 | Angel Probation  | Jay Karas    | Jim Brandon, Brian Singleton | 2 lipca 2016     |

## Produkcja
29 stycznia 2015 roku stacja CBS zamówiła pilotowy odcinek Angel from Hell.
9 maja 2015 roku stacja CBS oficjalnie zamówiła pierwszy sezon serialu na sezon telewizyjny 2015/2016.